# U.S. National Championships 1933
Gli U.S. National Championships 1933 (conosciuti oggi come US Open) sono stati la 53ª edizione degli U.S. National Championships e quarta prova stagionale dello Slam per il 1933. Tutti i tornei si sono disputati al West Side Tennis Club nel quartiere di Forest Hills di New York, tranne quello di doppio maschile, disputato al Longwood Cricket Club di Chestnut Hill, negli Stati Uniti.
Il singolare maschile è stato vinto dal britannico Fred Perry, che si è imposto sull'australiano Jack Crawford in cinque set col punteggio di 6–3, 11–13, 4–6, 6–0, 6–1. Il singolare femminile è stato vinto dalla statunitense Helen Jacobs, che ha battuto in finale la connazionale Helen Wills Moody che si è ritirata. Nel doppio maschile si sono imposti George Lott e Lester Stoefen. Nel doppio femminile hanno trionfato Betty Nuthall e Freda James. Nel doppio misto la vittoria è andata a Elizabeth Ryan, in coppia con Ellsworth Vines.

## Seniors

### Singolare maschile
Fred Perry ha battuto in finale  Jack Crawford con il punteggio di 6–3, 11–13, 4–6, 6–0, 6–1.

### Singolare femminile
Helen Jacobs ha battuto in finale  Helen Wills Moody che si è ritirata sul punteggio di con il punteggio di 8–6, 3–6, 3–0.

### Doppio maschile
George Lott /  Lester Stoefen hanno battuto in finale  Francis Shields /  Frank Parker con il punteggio di 11–13, 9–7, 9–7, 6–3.

### Doppio femminile
Betty Nuthall /  Freda James hanno battuto in finale  Helen Wills Moody /  Elizabeth Ryan per abbandono

### Doppio misto
Elizabeth Ryan /  Ellsworth Vines hanno battuto in finale  Sarah Palfrey /  George Lott con il punteggio di 11–9, 6–1.